# 올림

그림에서 사상 h는 사상 f의 올림이다.

수학의 범주론 등에서 주어진 사상 f: X → Y와 사상 g: Z → Y에 대하여, f에서 Z로의 올림(lifting)이란 사상h: X → Z를 의미하며, f = g∘h로 표기한다.
위상수학에서 올림의 가장 대표적인 경우는 특정 위상 공간에서 피복 공간의 경로로 올리는 것이다. 이를테면, 구의 한 점과 반대쪽 점을 잇는 사상, 구에서 (사영 평면을 덮는) 연속 함수로의 사상을 생각해보자. 이 사영 평면에서 경로는 단위 구간 [0,1]에서 출발하는 연속 함수이다. 이때 구 위의 두 점을 잇는 경로에 대하여 그 중 하나의 점을 택하는 식으로 해당 경로(사상)를 구로 올림할 수 있으며, 이때 함수의 연속성은 유지된다. 이제 구 위의 두 점을 잇는 경로는 올려진 사상에서는 유일한 경로가 된다. 따라서 연속 함수 사상을 갖는 위상 공간의 범주에서 다음과 같이 표시할 수 있다:
{\displaystyle f\colon \,[0,1]\to \mathbb {RP} ^{2}} (사영 평면 경로)
{\displaystyle g\colon \,S^{2}\to \mathbb {RP} ^{2}} (피복 함수)
{\displaystyle h\colon \,[0,1]\to S^{2}} (구 위의 경로)
올림의 개념은 여러 곳에서 쓰인다. 예를 들어 올뭉치는 올림의 존재성으로 정의되며, 스킴에서의 분리된 고유 함수에 대한 판별 조건 등은 특정 올림에 대한 '유일성의 정리'로 전개된다.
대수적 위상수학과 호몰로지 대수학에서 텐서곱과 Hom 함자는 수반이다. 그러나 언제나 완전열로의 올림을 보장하지는 않는다. 이것이 Ext 함자와 Tor 함자를 따로 정의내리는 배경이 된다.

## 같이 보기
- 피복 공간
- 사영 가군